# Nobéré (département)
Pour le village chef-lieu, voir Nobéré.
Nobéré est un département et une commune rurale du Burkina Faso, situé dans la province du Zoundwéogo et la région du Centre-Sud.

## Démographie
Le département comptait :
- 32 870 habitants en 2006[3].
- 39 481 habitants en 2019[2].

## Villages
Le département et le commune rurale de Nobéré est administrativement composé de vingt-huit villages (depuis 2012), dont le village chef-lieu homonyme (données de population consolidées en 2012 issues du recensement général de 2006) :
- Bakaogo (855 habitants)
- Barsé (858 habitants)
- Bion (1 616 habitants)
- Bisboumbou (1 358 habitants)
- Dakiecma (799 habitants)
- Doncin (1 705 habitants)
- Kambo (1 267 habitants)
- Kataga (1 009 habitants)
- Koakin (371 habitants)
- Kougrissincé (460 habitants)
- Lamzoussi (291 habitants)
- Linoghin (713 habitants)
- Nioryida (1 369 habitants)
- Nobéré (3 594 habitants), chef-lieu
- Nobili (2 066 habitants)
- Pegwendé (455 habitants estimés en 2012[1], rattaché à Téwaka en 2006)
- Pissi (2 897 habitants)
- Pougnerkougri (989 habitants)
- Sarogo (997 habitants)
- Séloghin (566 habitants)
- Soulougré (893 habitants)
- Tampouy (1 424 habitants)
- Tamsé (248 habitants)
- Téwaka (1 044 habitants) estimés en 2012[1], 1 499 habitants) en 2006 avec Pegwendé)
- Teomighin (896 habitants)
- Togsé (1 230 habitants)
- Zagablé (1 372 habitants)